# Wu Ping-jui

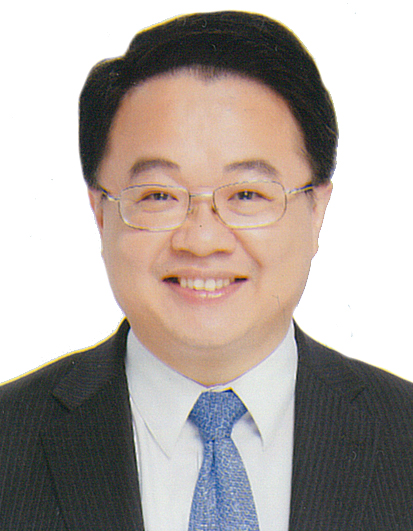
Wu Ping-jui

Wu Ping-jui (chinesisch 吳秉叡; * 7. Oktober 1966 im Landkreis Taitung) ist ein Politiker der Republik China (Taiwan) der Demokratischen Fortschrittspartei DPP (Democratic Progressive Party), der von 2005 bis 2008 Mitglied des Legislativ-Yuan war und diesem seit 2012 erneut als Mitglied angehört.

## Leben
Wu Ping-jui begann nach dem Besuch der Shilin Elementary School, der Shilin Junior High School und der Chenggong Senior High School ein Studium der Rechtswissenschaften an der Juristischen Fakultät der Chengchi-Nationaluniversität (NCCU), welches er 1988 mit einem Bachelor of Laws (LL.B.) beendete. Während des Studiums engagierte er sich als Mitglied der Studentenvertretung. Nachdem er 1989 die Sonderprüfung für Justizbeamte bestanden hatte, war er vom 1. November 1991 bis zum 1. Oktober 1998 als Richter am Gericht des Landkreises Taitung tätig. Zugleich absolvierte er ein postgraduales Studium der Rechtswissenschaften an der Chengchi-Nationaluniversität und schloss dieses 1992 mit einem Master of Laws (LL.M.) ab. Nach Beendigung seiner Richtertätigkeit, fungierte er als Regierungssekretär und Privatsekretär von Su Tseng-chang, der zwischen 1997 und 2004 Magistrat und damit Landrat des damaligen Landkreises Taipeh war. Er engagierte sich als Mitglied der Justizreformbewegung und war Absolvent des Nationalen Führungskräfte- und Strategieentwicklungslehrgangs am Ketagalan Institute. Er fungierte zudem als Wahlkampfkoordinator in Taipeh von Staatspräsident Chen Shui-bian bei dessen erneuter Kandidatur bei der Präsidentenwahl am 20. März 2004.
Wu wurde bei der Wahl des Legislativ-Yuans am 11. Dezember 2004 für die DPP im Wahlkreis Taipeh County II erstmals zum Mitglied des Legislativ-Yuan gewählt. Während der darauf folgenden sechsten Legislaturperiode (2005 bis 2008) war er zwischen der ersten und der sechsten Sitzungsperiode durchgängigen Mitglied des Justizausschusses (Judiciary Committee) sowie in der zweiten Sitzungsperiode zusätzlich Mitglied des Verfahrensausschusses (Procedure Committee). Er war zwischen auch Mitglied des 10. Zentralkomitees sowie Exekutivmitglied und Mitglied des Ständigen Ausschusses des 12. Zentralkomitees der DPP. Bei der Wahl am 12. Januar 2008 kandidierte er für die DPP im neu geschaffenen Wahlkreis New Taipei City II, verpasste allerdings den Wiedereinzug in den Legislativ-Yuan. Nachdem er von 1. Juli 2008 bis zum 25. Dezember 2010 Vorsitzender der DPP im Landkreis Taipeh war, fungierte er zwischen dem 25. Dezember 2010 und dem 10. Juni 2012 als erster Vorsitzender des daraus entstandenen Neu-Taipeh.

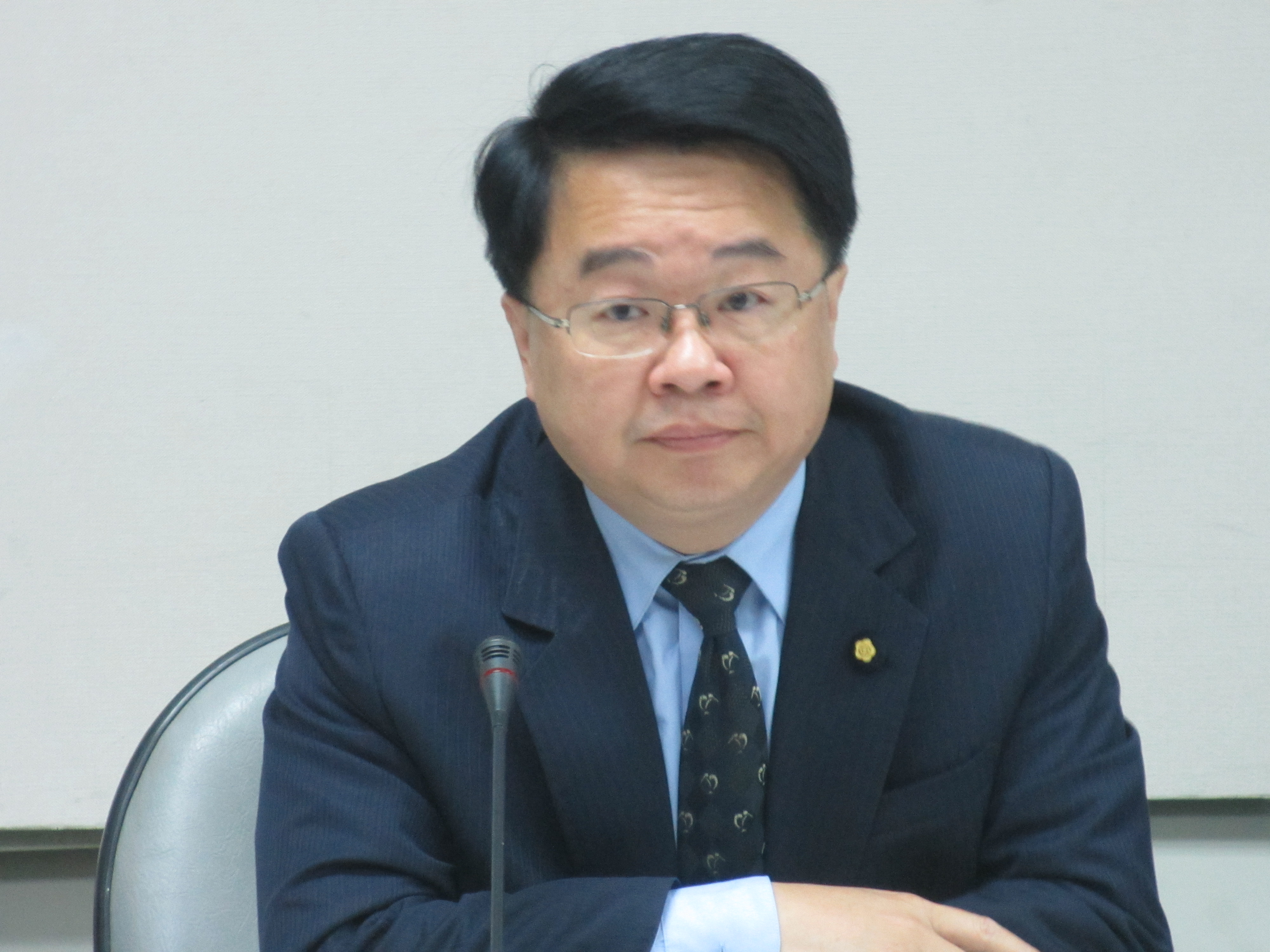
Wu Ping-jui (18. Dezember 2015)

Bei der Wahl am 14. Januar 2012 wurde Wu Ping-jui auf der Liste der DPP wieder zum Mitglied des Legislativ-Yuan gewählt, wobei er hier den zwölften Platz der dreizehn gewählten Kandidaten seiner Partei belegte. In der anschließenden achten Legislaturperiode (2012 bis 2016) war er von der ersten bis zur achten Sitzungsperiode Mitglied des Finanzausschusses (Finance Committee) sowie zeitgleich auch Mitglied des Ausschusses für Verfassungszusätze (Constitutional Amendment Committee). Daneben gehörte er in der ersten und zweiten sowie erneuten in der fünften und sechsten Sitzungsperiode wieder dem Verfahrensausschuss als Mitglied an. Zudem er war in der vierten und fünften Sitzungsperiode auch Sekretär der DPP-Fraktion im Legislativ-Yuan.
Wu wurde bei der Wahl am 16. Januar 2016 im Wahlkreis New Taipei City IV wieder zum Mitglied des Legislativ-Yuan gewählt und gehörte in der darauf folgenden neunten Legislaturperiode (2016 bis 2020) von der ersten bis zur achten Sitzungsperiode weiterhin durchgehend dem Finanzausschuss als Mitglied an. Des Weiteren hatte er in der ersten und zweiten Sitzungsperiode die Funktion als Generaldirektor der DPP-Fraktion inne. Im März 2017 bezeichnete er das Wahlsystem in Hongkong als unfair. Diese sollte die Taiwaner daran erinnern, die Freiheit künftiger Generationen zu gewährleisten. Als Mitglied des Finanzausschusses lobte er im Januar 2018 die Nominierung von Perng Fai-nan zum Gouverneur der Central Bank of the Republic of China. Bei der Bürgermeisterwahl in Taipeh galt er zeitweise als möglicher Kandidat, trat jedoch letztlich nicht an.
Bei der Wahl am 11. Januar 2020 wurde er erneut für die DPP im Wahlkreis New Taipei City IV zum Mitglied des Legislativ-Yuans wiedergewählt. In der aktuellen zehnten Legislaturperiode (2020 bis 2024) ist er erneut seit der ersten Sitzungsperiode Mitglied des Finanzausschusses und war zusätzlich in der zweiten Sitzungsperiode Mitglied des Disziplinarausschusses (Discipline Committee). Im April 2020 sagte er, dass der Vorschlag der Kuomintang-Opposition, die Obergrenze des Hilfsbudgets nach Ausbruch der COVID-19-Pandemie in Taiwan anzuheben, selbst Gutverdienern einen Zuschuss gewährt hätte, was sich auf diejenigen ausgewirkt hätte, die am meisten Geld brauchten.
Am 3. Februar 2021 reichte er eine Klage gegen Personen ein, die ihn online beschuldigten, sich in die Bemühungen der Regierung zur Beschaffung eines im Ausland hergestellten COVID-19-Impfstoffs eingemischt und angeblich 300 Millionen US-Dollar an Schmiergeldern verdient zu haben. Als Mitglied des Finanzausschusses sagte er im März 2021, dass Anleger, die von Immobilienspekulationen profitieren könnten, mehr Steuern zahlen sollten.